# الإسلام في سانت هيلانة

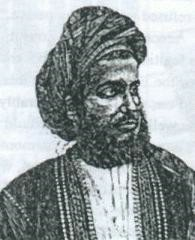
السلطان خالد بن برغش وقد حكم لمدة قصيرة من 25 أغسطس إلى 27 أغسطس 1896.

سانت هيلانة هي جزيرة بركانية منفردة تخضع للسيطرة الإنجليزية، تبعد عن أقرب ساحل إفريقي مسافة 1700 كلم.

## الإسلام في سانت هيلانة
يبلغ عدد سكان سانت هيلانة ما يقرب 7000 شخص، من بينهم 70 مسلمًا، أي أن نسبة الإسلام لا تتجاوز 1%.